# Meta Quest 3S
Meta Quest 3S（メタクエスト スリー エス）は、Metaのリアリティ・ラボ部門が開発した「MR（複合現実）ヘッドセット」である（旧型機のMeta Quest 3は「MR（複合現実）を体験できるVRヘッドセット」と称していたが、本機・旧型機のいずれもVRとMRの両方を体験できる）。
2024年9月25日（現地時間）に公式に発表され、2024年10月15日に発売された。

## 概要
MetaはMR（複合現実）体験をより重視するようになっている。Meta Quest 3Sは、より安価でMeta Quest 3と同等のカラーパススルー（ヘッドセットを通して周囲の環境を表示する機能）などのMR機能を提供するための廉価版として開発された。

### ハードウェア
Meta Quest 3Sは、独特な「クモの目」のような外観を特徴としている。従来のQuest 3とは異なり、三角形を形成する3つのレンズが両側に配置されている新しいデザインを採用している。
性能面では、MR時にはQuest 2の4.5倍の解像度と色彩を実現し、高解像度の仮想オブジェクト表示が可能となっている。Quest 3と同等のSoC「Snapdragon XR2 Gen 2」を搭載し、Quest 3と同等の性能を提供する。ディスプレイ解像度は片目あたり1832 x 1920で、Quest 2と同一である。
レンズはQuest 2と同じく2つのフレネルレンズが内蔵され、3段階のIAD調整が可能である。Quest 3のパンケーキレンズを採用しないことにより厚みが増しているが、これによりコストダウンが図られている。
バッテリー容量は4324mAhで、約2時間半の使用が可能である。視野角は水平96度、垂直90度とされており、空間オーディオもサポートしている。
有線イヤホンジャックは廃止され、パススルーのオン・オフを切り替える「アクションボタン」が搭載される。また、Quest 3と同系統のTouch Plusコントローラーと、眼鏡をかけたまま利用するための眼鏡スペーサーも付属する。

## 価格
Meta Quest 3Sの販売価格は、米国では299.99ドル（128GB・税抜）と399.99ドル（256GB・税抜）に設定された。これはMeta Quest 2の発売時の価格と同じで、MetaはQuest 3Sを「Quest 3ファミリー」のエントリーモデルと位置づけている。
日本では円安の影響によりQuest 2発売当初の価格（64GB・税込37,180円）よりも約1万円高い価格に設定されている。
Quest 3Sの発表に伴い、Quest 3の販売価格は改定された。日本では512GBモデルは96,800円（税込）から81,400円（税込）へと約15,000円値下げされ、128GBモデルは74,800円（税込）から69,300円（税込）へと約5,000円値下げされた。ただし128GBモデルは在庫がなくなり次第販売を終了し、今後Meta Quest 3は512GBモデルのみの展開となる。また、Quest 2とQuest Proも同様に在庫限りで販売終了となる。

## 評価
技術系メディアThe Vergeによる評価では、Quest 3Sは299.99ドルという手頃な価格でQuest 3に近い性能を提供している点が高く評価された。特に、Snapdragon XR2 Gen 2チップを搭載していることで、Quest 3と同等のゲームや体験が可能であることを評価した。また、Quest 3よりも長い平均2.5時間のバッテリー寿命も利点として挙げられた。
The Vergeは、Quest 3SがVR市場において特に初心者にとって魅力的な選択肢であり、高価なApple Vision Proなどと比較して、手頃な価格で高性能なVR体験を提供する製品であると述べた。